# 味覚糖
味覚糖株式会社（みかくとう）は、大阪府大阪市中央区神崎町に本社を置く、主にキャンディを中心とする日本の製菓会社である。みどり会の会員企業であり三和グループに属している。一般的にはグループ企業を含めて「UHA味覚糖」（ユーハみかくとう）の名で知られている。
コーポレート・メッセージは「おいしさはやさしさ」

## 概要
鹿児島県徳之島出身の創業者の山田酉吉が、1936年（昭和11年）に大阪へ出て、菓子問屋の店員となり、飴の製造を学び、1949年（昭和24年）に独立し、同社を設立。創業当初に発売した「七色の飴 味覚糖」、「純露」がロングセラーとなり、業績を拡大していき、キャンディを中心とした菓子類の製造販売をおこなっている。
あめ菓子生産販売額の国内シェアは、同業最大手のカンロ、森永製菓に次いで3位（2008年度）である。
社名の前に付く「UHA」のローマ字は「ユニーク・ヒューマン・アドベンチャー」の略称であり、「遊波」の意味も込められている。これについて、社長の山田泰正は「健康の敵と認識されている“砂糖”が社名の三分の一を占めるのは、会社のコンセプトに相違しているのではないか」と指摘を受け、ノンシュガーやシュガーレスがもてはやされる時代であることを踏まえ、UHAを付けて社名に占める砂糖の使用量を六分の一に軽減させると共に、新しい理念をより明確に発信することとなったと話している。

## 事業所

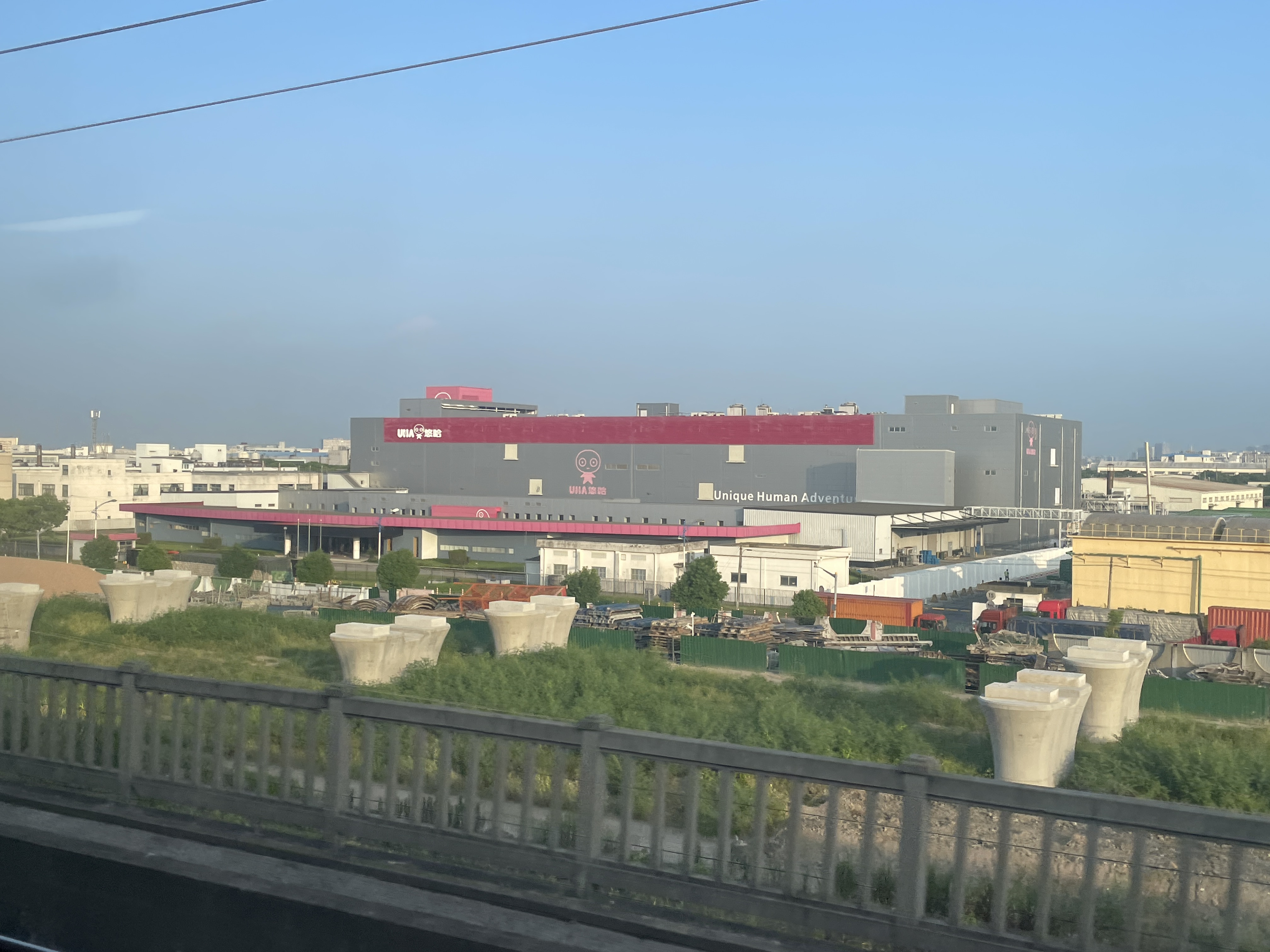
上海市松江区で味覚糖上海工場

本社・大阪支店
大阪府大阪市中央区神崎町4-12
東京本社
東京都港区浜松町1-26-1
奈良工場・配送センター（製造所固有記号+12）
奈良県大和郡山市今国府町137-5
福島工場（製造所固有記号+7）
福島県白河市萱根月ノ入1-8
神戸工場（製造所固有記号+15）
兵庫県神戸市中央区小野浜町15-2
北海道支店
北海道札幌市東区北8条東3-1-1 宮村ビル804
東北支店
宮城県仙台市若林区六丁の目西町8-1 齋喜センタービル410
中部支店
愛知県名古屋市中村区名駅3-21-7 名古屋三交11F
中四国支店
広島県広島市西区商工センター1-11-6
九州支店
福岡県福岡市博多区博多駅前1-4-1 博多駅前第一生命ビルディング8F

## グループ企業
- ユーハ味覚糖株式会社
- ユーハ株式会社
- ユーハピピン株式会社
- 株式会社ユーハ味覚糖精密工学研究所

## 沿革
- 1949年10月18日：設立。
- 1956年：東京支店開設。
- 1959年：大阪新工場完成。名古屋支店開設。
- 1960年：福岡支店開設。
- 1964年：広島支店開設。
- 1965年：仙台支店開設。札幌支店開設。
- 1967年：全国主要都市に営業所・出張所設置。
- 1968年：誠株式会社設立。
- 1972年：奈良工場（第一工場）完成。味覚糖興産株式会社設立。
- 1973年：高松支店開設。
- 1978年：北東京支店開設。
- 1982年：味覚糖商事株式会社販売会社設立。
- 1984年：アピオ株式会社販売会社設立。奈良新工場（第二工場）完成。マークを風見鶏を省いたものにマイナーチェンジ。
- 1985年：奈良物流配送センター開設。
- 1990年：味覚糖グループ愛称、社名およびマーク変更。緑化優良工場厚生大臣賞受賞。
- 1992年：大阪にイベントホール味覚糖UHA館完成。
- 1993年：営業組織を4統括支店19営業部に拡充。
- 1995年：HAピピン株式会社設立。
- 1997年：奈良新工場（第三工場）完成。
- 1998年：上海事業所開設。
- 2002年：味覚糖食品（上海）有限公司設立。味覚糖食品（上海）有限公司上海工場完成。
- 2007年：東京都港区浜松町一丁目に貸会議室味覚糖UHA館東京（現：味覚糖UHA館TKP浜松町カンファレンスセンター）が完成（首都圏統括支店のちの東京本社と同じ建物に所在）
- 2008年：福島工場完成。
- 2012年：『アニメ版「探検ドリランド」』のコラボレーションキャンペーンに合わせ、ミコト、ウォーレンス、ポロン、パーンの顔を流用したぷっちょキャラが登場。
- 2019年：神戸工場完成。
- 2020年：イベントホール味覚糖UHA館閉鎖。

## 商品

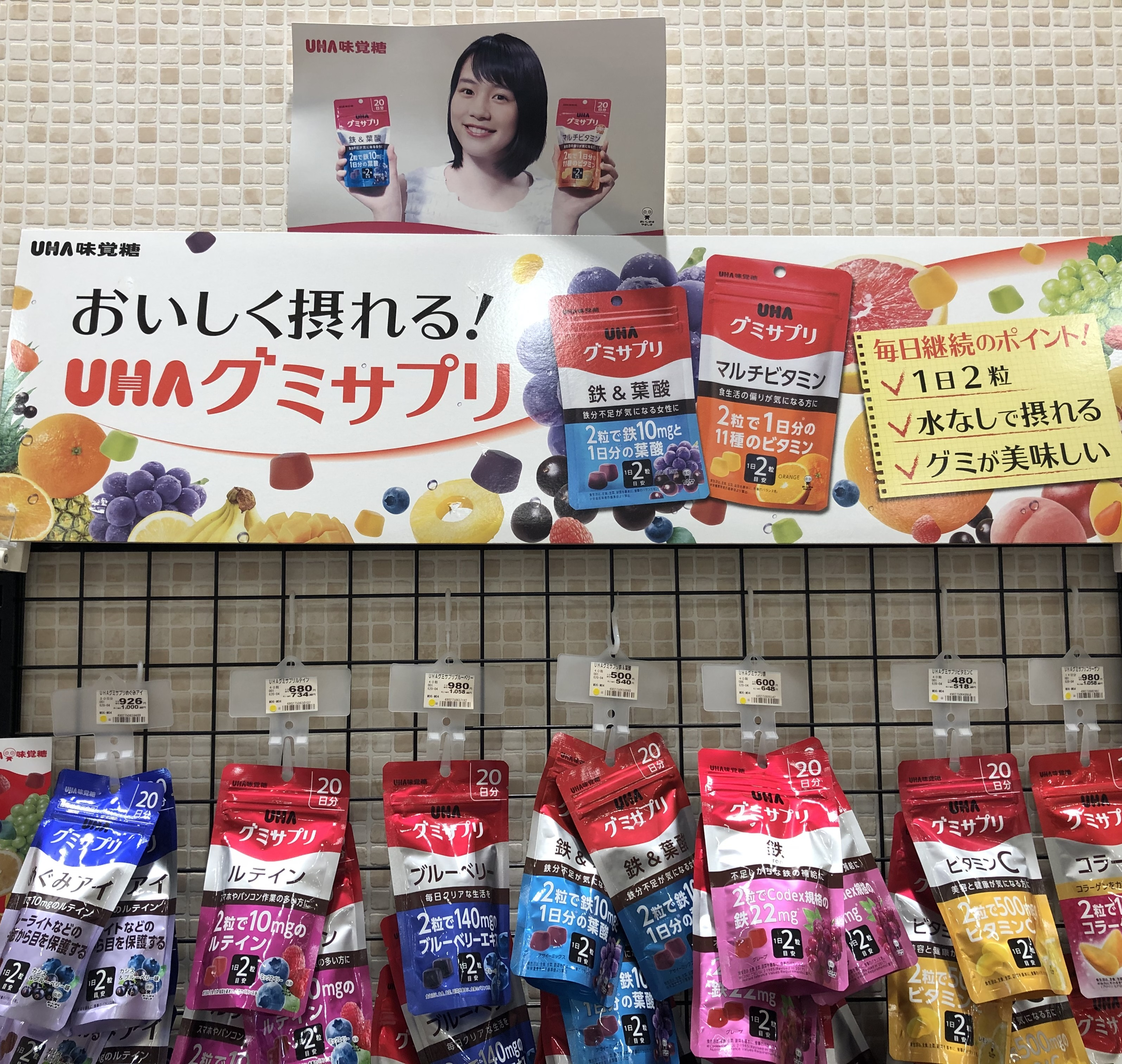
味覚糖の「UHAグミサプリ」

### キャンディ
- 純露
- バターボール
- さくらんぼの詩 - 2021年1月中旬を以って出荷終了。現在は流通在庫・店頭在庫分のみの販売となり、在庫が無くなり次第、販売終了となる[4]。
- クリームソーダ - 2020年11月末を以って出荷終了。上記のさくらんぼの詩と同様、現在は流通在庫・店頭在庫分のみの販売となり、在庫が無くなり次第、販売終了となる。
- ぷっちょ
- 特濃ミルクシリーズ - 主にミルクがメイン商品。袋入りの特濃8.2シリーズの中にはコンビニエンスストア限定で販売されている生キャラメル・ラムレーズンなども存在する。
- CUCU

### のど飴
- プロポリスのど飴「プロラボ」
- e-maのど飴
  - PRO e-maのど飴 - セント・フォース所属の高樹千佳子、伊藤綾子、八田亜矢子、山岸舞彩、松本あゆ美女性タレント5名が監修・プロデュースし、セブン-イレブンで発売されている。
- 龍角散ののど飴→味覚糖のど飴 - 2011年に提携解消。龍角散側からも「龍角散ののどすっきり飴」として発売。
- 透き通ったミントのおいしいのど飴
- ハー&ミーのど飴
- 改源のど飴シリーズ（販売元：カイゲンファーマ。同社と提携）
- イソジンのど飴 - ムンディファーマとの提携商品。
- 味覚糖のど飴EX
- 邪払のど飴 - 和歌山県東牟婁郡北山村特産のミカン属の柑橘類邪払果汁を配合したのど飴
- 味覚糖のど飴 濃い邪払 - 上記の邪払のど飴と比較してナリルチン量が約3倍配合されたもの

### グミキャンディ
- シゲキックス
- ぷっちょグミ
- さけるグミ
- コロロ - 商品名はAKB48のメンバーの愛称を参考につけられたものであり[5]、同じ大阪に本社を置くサラヤの同名うがい薬（1966年発売）とは無関係。
- 忍者めし
- Cケアスティック
- Cケアジューシー
- つむグミ
- むっちりグミ
- コグミ
- 水グミ

### チョコレート
- COSMIC21 ベアーズチョコ

### スナック菓子
- おさつどきっシリーズ
- さつまんま
- Sozaiのまんまシリーズ

### サプリメント
- グミサプリ
- 瞬間サプリ
- オートファジー習慣

### その他
- 満腹バーシリーズ

## 過去に発売された商品一覧
キャンディ
- 味覚糖
- なないろ
- ソフトいろいろ
- 白いチーズケーキ
- おいしい大自然
- カロリーひかえ飴
- おしゃべりキャンディシリーズ - ○△□・モモタロウ・キュートクラブの3種が存在した。
- TINO
- DATE KISS
- JJ（ジューシー&ジューシーキャンディ）
- 塩の花
- キャンディセレクション
- なつかしのドロップス
- 点心梅飴
- おちちキャンディー
- 新 野菜粒ほうれん草飴
- チョコハイディ
- 野いちごの小道

のど飴
- 改源のど飴 - カイゲンとのライセンス商品。

グミキャンディ
- COSMIC21 - ORIGINALと炭酸飲料系のBOTLERとブルー系カラーのMARINE CLUBの3種が存在した。
- フルーツグミOLG
- ファイバーグミ
- 宇宙めし
- G-fresh
- ピカラダ
- ウルトラマンバトルグミ
- ボーっと噛んでんじゃねーよ! チコちゃんグミ

スナック菓子・その他
- キチンキトサン・かにチップ
- 二度焼きトースト・ツヴィーバック - ツヴィーバック（Zwieback）はドイツ語でラスクの意味。
- ピピンC

チョコレート
- ピアピア - チョコレートとキャンディのアソート。
- チョコビュー

ゼリー
- チュルルンシリーズ
- こんにゃくグミSUKI!

## イメージキャラクター
イメージキャラクターの名前は「UHA坊や」。
キャラクターデザインは漫画家の稚野鳥子。元々はキャンディのデザインだったが、味覚糖の社長が気に入って会社のマークとなった。
ユーモラスなスタイルと大きな目は、ユニークな発想と広い視野で未来を考えるUHA味覚糖の企業姿勢を象徴したものであり、そこには子どもから大人までの幅広く親しまれたいという願いも込められている。

### バーチャルタレント
- 六葉ミカ（ムツハミカ）
  - UHA味覚糖公式バーチャルタレント兼SIXPACKプロテインバー公式VTuber。2019年7月25日にオーディションを開催し[8]、2019年9月にCMデビュー[9]。2019年12月にZERO Projectとパートナーシップ契約を締結して公式キャスターに就任[10]、2020年3月にCDデビュー[11]。

| 枚  | 発売日         | タイトル    | レーベル        | 備考                                    |
| --- | -------------- | ----------- | --------------- | --------------------------------------- |
| 1st | 2020年 3月13日 | clap! clap! | SIXPACK Records | Amazon.co.jp限定 オンデマンド(CD-R)販売 |

## e-ma e-ma project
2021年、「e-maのど飴」の発売から20周年を記念して「e-ma e-ma project」を実施。月ノ美兎、ミライアカリ、電脳少女シロ、ときのそら、ヒメヒナ、もこ田めめめ、星街すいせい、湊あくあ、萌実、花鋏キョウ、エトラ、音霊魂子によるVtuber12組とのコラボレーションや、20周年プロジェクトのために結成したアイドルユニット「アラサンモード」の展開などを行っている。
公式サイトでは楽曲「e-ma e-ma」の全員歌唱verやソロverが発売された。

## CM出演者

### 現在
- King & Prince - ぷっちょ
- 髙橋海人（King & Prince）- 特濃ミルク8.2（2021年 - ）[16]
- BE:FIRST - カヌレット（2022年 - ）
- コムドット - 水グミ（2022年5月18日 - ）
- 平成フラミンゴ - おさつどきっ（2022年9月4日 - ）
- デヴィ・スカルノ - UHAグミサプリ（2023年4月15日 - ）
- 土生瑞穂 - もち麦満腹バー（2024年6月8日- 、東海地区）[17]
- Shigekix（半井重幸） - シゲキックス（2024年8月15日 - ）[18]
- ME:I - 特濃ミルク8.2（2024年9月28日 - ）[19]
- 石川さゆり - 邪払のど飴、味覚糖のど飴EX
- こっちのけんと - UHAグミサプリ（2025年4月19日 - ）[20]

### 過去
- のん - グミサプリ
- 橋本環奈 - ぷっちょ
- ザ・ピーナッツ - チョコハイディ
- ザ・スパイダース - チョコハイディ
- 江本孟紀 - 純露
- JOHNNYS' ジュニア・スペシャル
- 夏木マリ - ピアピア
- ラッツ&スター - COSMIC21
- 小島一慶 - COSMIC21（ナレーターでの出演）
- 大江千里 - DATE KISS
- 永井一郎 - おさつどきっ！（ナレーターでの出演）
- 井森美幸 - おさつどきっ！
- LLブラザーズ - おさつどきっ！
- 内海賢二 - 龍角散ののど飴（ナレーターでの出演）
- 森脇健児 - 二度焼きトースト、おさつどきっ！、おちちキャンディ、フルーツグミキャンディOLG、ファイバーグミ
- よゐこ  - シゲキックス（アニメーションで声のみの出演）
- オセロ - シゲキックス（アニメーションで声のみの出演）
- 篠原涼子 - e-maのど飴
- 矢田亜希子 - ピピンC
- 池脇千鶴 - ピピンピュア
- 吉野公佳 - カロリーひかえ飴、おさつどきっ！
- 香里奈 - Cケア
- Gackt - e-maのど飴、Cケア、ぷっちょ、cucu
- 2丁拳銃 - チョコビュー
- チュートリアル - ピカラダ、シゲキックス（旨みシゲキックス、青春シゲキックス、噛むシゲキックス）
- アンガールズ - ぷっちょ
- レイザーラモンHG - シゲキックス
- 大仁田厚 - ぷっちょ
- ボブ・サップ - ぷっちょ、シゲキックス
- 桜塚やっくん - sho-ni Cケア
- ウエンツ瑛士 - e-maのど飴
- 玉山鉄二 - e-maのど飴
- 斉藤和義 - e-maのど飴
- 松田翔太 - e-maのど飴
- 杉良太郎 - プロポリスのど飴
- 村上三奈 - シゲキックス
- ブリトニー・スピアーズ - こんにゃくグミSUKI！
- ジローラモ・パンツェッタ - e-maのど飴
- ダンテ・カーヴァー - シゲキックス
- ジョイマン - e-maのど飴
- 中道真沙美 - e-maのど飴
- 少女時代 - e-maのど飴
- AKB48 - ぷっちょ
- SEKAI NO OWARI - ぷっちょ
- 相葉雅紀 - のど飴、のど飴EX、シゲキックス ゼロッシュ、グミガーム、コロロ
- 氣志團 - コロロ
- ONE PIECE - ぷっちょ（過去にシゲキックス ゼロのCMに期間限定で起用されたことがある）
- E-girls - e-maのど飴
- シャーロット・ケイト・フォックス - グミサプリ
- ひょっこりはん - コロロ
- 大谷亮平 - コロロ
- ピコ太郎 - 特濃ミルク8.2（ただしWebCMのみ）
- 長谷部誠 - e-maのど飴
- 森喜行 - さけるグミ
- 福島善成 - 特濃ミルク8.2
- Kōki, - e-maのど飴
- ベリッシモ・フランチェスコ - コロッケのまんま（アニメーションで声のみの出演）
- 岩田剛典- コロロ
- リリー・フランキー - さけるグミ
- 飯塚貴世江 - さけるグミ「3月のさけるグミ篇」
- 小澤征悦 - さけるグミ「さけるグミVSなが〜いさけるグミ（英語版）」篇
- バズーカ岡田 - SIX PACK
- 片岡愛之助 - 塩の花、特濃ミルク8.2カボチャミルク
- King & Prince - コロッケのまんま
- 石川さゆり - 塩あずき、密きなこ、味覚糖のど飴

## 提供番組

### 現在
- ベイブレードバースト（テレビ東京）
- 上泉雄一のええなぁ!（MBSラジオ）

### 過去
- 一心茶助（関西テレビ、一社提供）[21]
- わんぱくデニス（フジテレビ、一社提供）
- NTV紅白歌のベストテン（日本テレビ）
- 新・底ぬけ脱線ゲーム（日本テレビ）
- 新婚さんいらっしゃい!（朝日放送）
- 必殺シリーズ（朝日放送）
- 欽ちゃんのどこまでやるの!?（テレビ朝日）
- オレたちひょうきん族（フジテレビ）
- スキヤキ!!ロンドンブーツ大作戦（テレビ東京）
- MUSIX!（テレビ東京）
- まんが日本昔ばなし（毎日放送）
- 芸恋リアル（読売テレビ）
- 土8ドラマ（TBS）
- 火曜ドラマ（日本テレビ系）
- 金9ドラマ（朝日放送・テレビ朝日共同制作）
- 探検ドリランド -1000年の真宝-（テレビ東京）
- みどりのマキバオー（フジテレビ）
- 世界の日本人妻は見た!（毎日放送）
- YAWARA!（日本テレビ）ほか
- JFN系列ラジオ時報CM
- テレビ三面記事 ウィークエンダー（日本テレビ）

### 備考
腸捻転解消後の「必殺シリーズ」の番組スポンサーを長年提供した後、テレビ朝日系の日曜8時枠の「メタルヒーローシリーズ」のスポンサーをしていた時期があった他、主に藤子アニメ作品のアニメのキャラクター関連商品の製造・販売もしており、旧・味覚糖株式会社時代から現社名初期の頃、同アニメのスポンサーもしていた。
現在はスポットCMでの放送が多く、特に朝日放送、福岡放送などで多く見られる。スポット以外では主に3ヶ月限定で提供する事が多い。
2006年10月期よりテレビ朝日・ABC金曜21時枠の連続ドラマのスポンサーとして起用された（同年10月6日放送の「芸能人格付けチェック」から提供を開始）。

## 不祥事
同社奈良工場に2005年12月から人材派遣会社より派遣されていた女性が、上司である味覚糖所属の男性のサブリーダーから、「エッチしよう」などと言われたり、体を触られるなどのセクハラを受け、2008年6月から抑うつ神経症と診断され休職した。同年12月にこの女性は、味覚糖に使用者責任があるなどとして、奈良地方裁判所に提訴。当日上司の男性は自殺した。2010年6月15日に同地裁は、使用者責任を認め味覚糖に対し77万円の支払いを命じる判決を言い渡した。